# Gary Pallister
Gary Andrew Pallister (Ramsgate, 30 juni 1965) is een voormalig betaald voetballer uit Engeland die bij voorkeur als centrale verdediger of voorstopper speelde. Pallister debuteerde in augustus 1989 in de hoofdmacht van Manchester United FC en kwam in 317 competitiewedstrijden (12 goals) in actie voor The Mancunians.

## Interlandcarrière
Gary Pallister speelde 22 officiële wedstrijden (nul doelpunten) voor het Engels voetbalelftal. Hij maakte zijn debuut voor de nationale ploeg onder bondscoach Bobby Robson op 27 april 1988 in de vriendschappelijke wedstrijd in en tegen Hongarije (0-0).

## Erelijst
Manchester United
- Premier League

1993, 1994, 1996, 1997
- FA Cup

1990, 1994, 1996